# FAI Cup
Cupa Irlandei sau FAI Cup, este principala competiție fotbalistică eliminatorie de cupă din Irlanda, organizată și gestionată de Asociația de Fotbal a Irlandei.

## Finalele cupei
| Sezon                 | Câștigător             | Scor                     | Finalist               | Stadion          | Spectatori |
| --------------------- | ---------------------- | ------------------------ | ---------------------- | ---------------- | ---------- |
| 1922                  | St. James's Gate       | 1-1                      | Shamrock Rovers        | Dalymount Park   | 15,000     |
| 1922 replay           | St. James's Gate       | 1-0                      | Shamrock Rovers        | Dalymount Park   | 10,000     |
| 1923                  | Alton United           | 1-0                      | Shelbourne             | Dalymount Park   | 14,000     |
| 1924                  | Athlone Town           | 1-0                      | Fordsons               | Dalymount Park   | 18,000     |
| 1925                  | Shamrock Rovers        | 2-1                      | Shelbourne             | Dalymount Park   | 23,000     |
| 1926                  | Fordsons               | 3-2                      | Shamrock Rovers        | Dalymount Park   | 25,000     |
| 1927                  | Drumcondra             | 1-1                      | Brideville             | Dalymount Park   | 25,000     |
| 1927 replay           | Drumcondra             | 1-0                      | Brideville             | Shelbourne Park  | 10,000     |
| 1928                  | Bohemians              | 2-1                      | Drumcondra             | Dalymount Park   | 25,000     |
| 1929                  | Shamrock Rovers        | 0-0                      | Bohemians              | Dalymount Park   | 22,000     |
| 1929 replay           | Shamrock Rovers        | 3-0                      | Bohemians              | Shelbourne Park  | 15,000     |
| 1930                  | Shamrock Rovers        | 1-0                      | Brideville             | Dalymount Park   | 17,000     |
| 1931                  | Shamrock Rovers        | 1-1                      | Dundalk                | Dalymount Park   | 20,000     |
| 1931 replay           | Shamrock Rovers        | 1-0                      | Dundalk                | Dalymount Park   | 10,000     |
| 1932                  | Shamrock Rovers        | 1-0                      | Dolphin                | Dalymount Park   | 32,000     |
| 1933                  | Shamrock Rovers        | 3-3                      | Dolphin                | Dalymount Park   | 22,000     |
| 1933 replay           | Shamrock Rovers        | 3-0                      | Dolphin                | Dalymount Park   | 18,000     |
| 1934                  | Cork                   | 2-1                      | St. James's Gate       | Dalymount Park   | 21,000     |
| 1935                  | Bohemians              | 4-3                      | Dundalk                | Dalymount Park   | 22,000     |
| 1936                  | Shamrock Rovers        | 2-1                      | Cork                   | Dalymount Park   | 30,946     |
| 1937                  | Waterford              | 2-1                      | St. James's Gate       | Dalymount Park   | 24,000     |
| 1938                  | St. James's Gate       | 2-1                      | Dundalk                | Dalymount Park   |            |
| 1939                  | Shelbourne             | 1-1                      | Sligo Rovers           | Dalymount Park   |            |
| 1939 replay           | Shelbourne             | 1-0                      | Sligo Rovers           | Dalymount Park   |            |
| 1940                  | Shamrock Rovers        | 3-0                      | Sligo Rovers           | Dalymount Park   | 38,509     |
| 1941                  | Cork United            | 2-2                      | Waterford              | Dalymount Park   |            |
| 1941 replay           | Cork United            | 3-1                      | Waterford              |                  |            |
| 1942                  | Dundalk                | 3-1                      | Cork United            | Dalymount Park   | 34000      |
| 1943                  | Drumcondra             | 2-1                      | Cork United            | Dalymount Park   |            |
| 1944                  | Shamrock Rovers        | 3-2                      | Shelbourne             | Dalymount Park   | 34,000     |
| 1945                  | Shamrock Rovers        | 1-0                      | Bohemians              | Dalymount Park   | 41,238     |
| 1946                  | Drumcondra             | 2-1                      | Shamrock Rovers        | Dalymount Park   | 34,248     |
| 1947                  | Cork United            | 2-2                      | Bohemians              | Dalymount Park   |            |
| 1947 replay           | Cork United            | 2-1                      | Bohemians              | Dalymount Park   | 5,519      |
| 1948                  | Shamrock Rovers        | 2-1                      | Drumcondra             | Dalymount Park   | 33,812     |
| 1949                  | Dundalk                | 3-0                      | Shelbourne             | Dalymount Park   |            |
| 1950                  | Transport              | 2-2                      | Cork Athletic          | Dalymount Park   |            |
| 1950 1st replay       | Transport              | 2-2                      | Cork Athletic          |                  |            |
| 1950 2nd replay       | Transport              | 3-1                      | Cork Athletic          |                  |            |
| 1951                  | Cork Athletic          | 1-1                      | Shelbourne             | Dalymount Park   |            |
| 1951 replay           | Cork Athletic          | 1-0                      | Shelbourne             |                  |            |
| 1952                  | Dundalk                | 1-1                      | Cork Athletic          | Dalymount Park   |            |
| 1952 replay           | Dundalk                | 3-0                      | Cork Athletic          |                  |            |
| 1953                  | Cork Athletic          | 2-2                      | Evergreen United       | Dalymount Park   |            |
| 1953 replay           | Cork Athletic          | 2-1                      | Evergreen United       |                  |            |
| 1954                  | Drumcondra             | 1-0                      | St. Patrick's Athletic | Dalymount Park   |            |
| 1955                  | Shamrock Rovers        | 1-0                      | Drumcondra             | Dalymount Park   | 33,041     |
| 1956                  | Shamrock Rovers        | 3-2                      | Cork Athletic          | Dalymount Park   | 35,017     |
| 1957                  | Drumcondra             | 2-0                      | Shamrock Rovers        | Dalymount Park   | 30,000     |
| 1958                  | Dundalk                | 1-0                      | Shamrock Rovers        | Dalymount Park   | 27,000     |
| 1959                  | St. Patrick's Athletic | 2-2                      | Waterford              | Dalymount Park   |            |
| 1959 replay           | St. Patrick's Athletic | 2-1                      | Waterford              |                  |            |
| 1960                  | Shelbourne             | 2-0                      | Cork Hibernians        | Dalymount Park   |            |
| 1961                  | St. Patrick's Athletic | 2-1                      | Drumcondra             | Dalymount Park   |            |
| 1962                  | Shamrock Rovers        | 4-1                      | Shelbourne             | Dalymount Park   | 32,000     |
| 1963                  | Shelbourne             | 2-0                      | Cork Hibernians        | Dalymount Park   |            |
| 1964                  | Shamrock Rovers        | 1-1                      | Cork Celtic            | Dalymount Park   | 35,500     |
| 1964 replay           | Shamrock Rovers        | 2-1                      | Cork Celtic            | Dalymount Park   | 23,600     |
| 1965                  | Shamrock Rovers        | 1-1                      | Limerick               | Dalymount Park   | 22,000     |
| 1965 replay           | Shamrock Rovers        | 1-0                      | Limerick               | Dalymount Park   |            |
| 1966                  | Shamrock Rovers        | 2-0                      | Limerick               | Dalymount Park   | 26,898     |
| 1967                  | Shamrock Rovers        | 3-2                      | St. Patrick's Athletic | Dalymount Park   | 12,000     |
| 1968                  | Shamrock Rovers        | 3-0                      | Waterford              | Dalymount Park   | 39,128     |
| 1969                  | Shamrock Rovers        | 1-1                      | Cork Celtic            | Dalymount Park   | 28,000     |
| 1969 replay           | Shamrock Rovers        | 4-1                      | Cork Celtic            | Dalymount Park   | 18,000     |
| 1970                  | Bohemians              | 0-0                      | Sligo Rovers           | Dalymount Park   |            |
| 1970 1st replay       | Bohemians              | 0-0                      | Sligo Rovers           |                  |            |
| 1970 2nd replay       | Bohemians              | 2-1                      | Sligo Rovers           |                  |            |
| 1971                  | Limerick               | 0-0                      | Drogheda               | Dalymount Park   |            |
| 1971 replay           | Limerick               | 3-0                      | Drogheda               |                  |            |
| 1972                  | Cork Hibernians        | 3-0                      | Waterford              | Dalymount Park   |            |
| 1973                  | Cork Hibernians        | 0-0                      | Shelbourne             | Dalymount Park   |            |
| 1973 replay           | Cork Hibernians        | 1-0                      | Shelbourne             | Flower Lodge     |            |
| 1974                  | Finn Harps             | 3-1                      | St. Patrick's Athletic | Dalymount Park   |            |
| 1975                  | Home Farm              | 1-0                      | Shelbourne             | Dalymount Park   |            |
| 1976                  | Bohemians              | 1-0                      | Drogheda United        | Dalymount Park   |            |
| 1977                  | Dundalk                | 2-0                      | Limerick               | Dalymount Park   |            |
| 1978                  | Shamrock Rovers        | 1-0                      | Sligo Rovers           | Dalymount Park   | 12,500     |
| 1979                  | Dundalk                | 2-0                      | Waterford              | Dalymount Park   |            |
| 1980                  | Waterford              | 1-0                      | St. Patrick's Athletic | Dalymount Park   | 18,000     |
| 1981                  | Dundalk                | 2-0                      | Sligo Rovers           | Dalymount Park   |            |
| 1982                  | Limerick United        | 1-0                      | Bohemians              | Dalymount Park   |            |
| 1983                  | Sligo Rovers           | 2-1                      | Bohemians              | Dalymount Park   |            |
| 1984                  | UCD                    | 0-0                      | Shamrock Rovers        | Dalymount Park   | 8,000      |
| 1984 replay           | UCD                    | 2-1                      | Shamrock Rovers        | Tolka Park       | 6,500      |
| 1985                  | Shamrock Rovers        | 1-0                      | Galway United          | Dalymount Park   | 7,000      |
| 1986                  | Shamrock Rovers        | 2-0                      | Waterford United       | Dalymount Park   | 11,500     |
| 1987                  | Shamrock Rovers        | 3-0                      | Dundalk                | Dalymount Park   | 8,569      |
| 1988                  | Dundalk                | 1-0                      | Derry City             | Dalymount Park   | 22,000     |
| 1989                  | Derry City             | 0-0                      | Cork City              | Dalymount Park   | 20,000     |
| 1989 replay           | Derry City             | 1-0                      | Cork City              | Dalymount Park   | 12,000     |
| 1990                  | Bray Wanderers         | 3-0                      | St. Francis            | Lansdowne Road   | 29,000     |
| 1991                  | Galway United          | 1-0                      | Shamrock Rovers        | Lansdowne Road   | 15,257     |
| 1992                  | Bohemians              | 1-0                      | Cork City              | Lansdowne Road   |            |
| 1993                  | Shelbourne             | 1-0                      | Dundalk                | Lansdowne Road   |            |
| 1994                  | Sligo Rovers           | 1-0                      | Derry City             | Lansdowne Road   |            |
| 1995                  | Derry City             | 2-1                      | Shelbourne             | Lansdowne Road   | 15,000     |
| 1996                  | Shelbourne             | 1-1                      | St. Patrick's Athletic | Lansdowne Road   | 15,000     |
| 1996 replay           | Shelbourne             | 2-1                      | St. Patrick's Athletic | Dalymount Park   | 10,000     |
| 1997                  | Shelbourne             | 2-0                      | Derry City             | Dalymount Park   | 10,000     |
| 1998                  | Cork City              | 0-0                      | Shelbourne             | Dalymount Park   |            |
| 1998 replay           | Cork City              | 1-0                      | Shelbourne             | Dalymount Park   |            |
| 1999                  | Bray Wanderers         | 0-0                      | Finn Harps             | Tolka Park       | 8,000      |
| 1999 1st replay       | Bray Wanderers         | 2-2                      | Finn Harps             | Tolka Park       |            |
| 1999 2nd replay       | Bray Wanderers         | 2-1                      | Finn Harps             | Tolka Park       | 5,000      |
| 2000                  | Shelbourne             | 0-0                      | Bohemians              | Tolka Park       | 9,000      |
| 2000 replay           | Shelbourne             | 1-0                      | Bohemians              | Dalymount Park   | 9,000      |
| 2001                  | Bohemians              | 1-0                      | Longford Town          | Tolka Park       | 10,100     |
| 2002                  | Dundalk                | 2-1                      | Bohemians              | Tolka Park       | 10,100     |
| 2002 (Interim Season) | Derry City             | 1-0                      | Shamrock Rovers        | Tolka Park       | 10,100     |
| 2003                  | Longford Town          | 2-0                      | St. Patrick's Athletic | Lansdowne Road   | 12,000     |
| 2004                  | Longford Town          | 2-1                      | Waterford United       | Lansdowne Road   | 9,676      |
| 2005                  | Drogheda United        | 2-0                      | Cork City              | Lansdowne Road   | 24,521     |
| 2006                  | Derry City             | 4-3 (aet)                | St. Patrick's Athletic | Lansdowne Road   | 16,022     |
| 2007                  | Cork City              | 1-0                      | Longford Town          | RDS              | 10,000     |
| 2008                  | Bohemians              | 2-2 (aet) Penalties: 4-2 | Derry City             | RDS              | 10,281     |
| 2009                  | Sporting Fingal        | 2-1                      | Sligo Rovers           | Tallaght Stadium | 8,105      |
| 2010                  | Sligo Rovers           | 0-0 (aet) Penalties: 2-0 | Shamrock Rovers        | Aviva Stadium    | 36,101     |
| 2011                  | Sligo Rovers           | 1-1 (aet) Penalties: 4-1 | Shelbourne             | Aviva Stadium    | 21,662     |
| 2012                  | Derry City             | 3-2 (aet)                | St. Patrick's Athletic | Aviva Stadium    | 16,117     |
| 2013                  | Sligo Rovers           | 3-2                      | Drogheda United        | Aviva Stadium    | 17,573     |

## Performanță după club
| Club                   | Trofee | Finale | Anii trofeelor |
| ---------------------- | ------ | ------ | --- |
| Shamrock Rovers        | 24     | 9      | 1925, 1929, 1930, 1931, 1932, 1933, 1936, 1940, 1944, 1945, 1948, 1955, 1956, 1962, 1964, 1965, 1966, 1967, 1968, 1969, 1978, 1985, 1986, 1987 |
| Dundalk                | 9      | 5      | 1942, 1949, 1952, 1958, 1977, 1979, 1981, 1988, 2002                                                                                           |
| Shelbourne             | 7      | 11     | 1939, 1960, 1963, 1993, 1996, 1997, 2000 |
| Bohemians              | 7      | 7      | 1928, 1935, 1970, 1976, 1992, 2001, 2008 |
| Sligo Rovers           | 5      | 6      | 1983, 1994, 2010, 2011, 2013 |
| Derry City             | 5      | 4      | 1989, 1995, 2002, 2006, 2012 |
| Drumcondra             | 5      | 4      | 1927, 1943, 1946, 1954, 1957 |
| Cork Athletic          | 4      | 5      | 1941, 1947, 1951, 1953 |
| St. Patrick's Athletic | 2      | 8      | 1959, 1961 |
| Waterford United       | 2      | 7      | 1937, 1980 |
| Cork City              | 2      | 3      | 1998, 2007 |
| Limerick               | 2      | 3      | 1971, 1982 |
| Cork Hibernians        | 2      | 2      | 1972, 1973 |
| Longford Town          | 2      | 2      | 2003, 2004 |
| St. James's Gate       | 2      | 2      | 1922, 1938 |
| Bray Wanderers         | 2      | -      | 1990, 1999 |
| Drogheda United        | 1      | 2      | 2005 |
| Cork                   | 1      | 1      | 1934 |
| Finn Harps             | 1      | 1      | 1974 |
| Fordsons               | 1      | 1      | 1926 |
| Galway United          | 1      | 1      | 1991 |
| Alton United           | 1      | -      | 1923 |
| Athlone Town           | 1      | -      | 1924 |
| Home Farm              | 1      | -      | 1975 |
| Sporting Fingal        | 1      | -      | 2009 |
| Transport              | 1      | -      | 1950 |
| UCD AFC                | 1      | -      | 1984 |
| Brideville             | -      | 2      | - |
| Cork Celtic            | -      | 2      | - |
| Dolphin                | -      | 2      | - |
| Evergreen United       | -      | 1      | - |
| St. Francis            | -      | 1      | - |